# Taifu kazoku
Taifu kazoku (台風家族?), noto anche con i titoli internazionali Typhoon Family e The Stormy Family, è un film del 2019 scritto e diretto da Masahide Ichii.

## Trama
Dieci anni prima, i coniugi Ittetsu e Mitsuko Suzuki, avevano effettuato una rapina in banca che, contro ogni previsione, aveva fruttato loro venti milioni di yen. Dopo il colpo, i due erano fuggiti facendo perdere le proprie tracce, anche ai loro quattro figli. 
A distanza di anni, i figli si trovano a dover raggiungere un accordo per la divisione dei beni dei genitori, organizzando un "finto funerale".

## Distribuzione
In Giappone la pellicola è stata distribuita dalla Kino Films a partire dal 6 settembre 2019.